# غرشام (ويسكونسن)
غرشام (بالإنجليزية: Gresham, Wisconsin)‏ هي قرية تقع في الولايات المتحدة في مقاطعة شاوانو (ويسكونسن). يقدر عدد سكانها بـ 586 نسمة ومساحتها 3.21 كم2 وترتفع عن سطح البحر 283 متر.

## التركيبة السكانية
قام مكتب تعداد الولايات المتحدة بتحديد بيانات التركيبة السكانية لغرشام في تعداد الولايات المتحدة. في ما يلي، التركيبة السكانية حسب تعدادي 2000 و2010.

### تعداد عام 2000
بلغ عدد سكان غرشام 575 نسمة بحسب تعداد عام 2000، وبلغ عدد الأسر 233 أسرة وعدد العائلات 143 عائلة مقيمة في القرية. في حين سجلت الكثافة السكانية 503.3 نسمة لكل ميل مربع (194.3/كم2). وبلغ عدد الوحدات السكنية 257 وحدة بمتوسط كثافة قدره 225.0 نسمة لكل ميل مربع (86.9/كم2).
وتوزع التركيب العرقي للقرية بنسبة 68.70% من البيض و 23.48% من الأمريكيين الأصليين و 0.17% من الأمريكيين الأفارقة و 7.13% من عرقين مختلطين أو أكثر.
بلغ عدد الأسر 233 أسرة كانت نسبة 32.2% منها لديها أطفال تحت سن الثامنة عشر تعيش معهم، وبلغت نسبة الأزواج القاطنين مع بعضهم البعض 41.2% من أصل المجموع الكلي للأسر، ونسبة 15.0% من الأسر كان لديها معيلات من الإناث دون وجود شريك، وكانت نسبة 38.6% من غير العائلات.
None

### تعداد عام 2010
بلغ عدد سكان غرشام 586 نسمة بحسب تعداد عام 2010، وبلغ عدد الأسر 239 أسرة وعدد العائلات 145 عائلة مقيمة في القرية. في حين سجلت الكثافة السكانية 514.0 نسمة لكل ميل مربع (198.5/كم2). وبلغ عدد الوحدات السكنية 280 وحدة بمتوسط كثافة قدره 245.6 لكل ميل مربع (94.8/كم2).
وتوزع التركيب العرقي للقرية بنسبة 67.9% من البيض و 24.1% من الأمريكيين الأصليين و 0.2% من الأمريكيين الأفارقة و 7.2% من عرقين مختلطين أو أكثر.
بلغ عدد الأسر 239 أسرة كانت نسبة 31.4% منها لديها أطفال تحت سن الثامنة عشر تعيش معهم، وبلغت نسبة الأزواج القاطنين مع بعضهم البعض 39.3% من أصل المجموع الكلي للأسر، ونسبة 16.3% من الأسر كان لديها معيلات من الإناث دون وجود شريك، بينما كانت نسبة 5.0% من الأسر لديها معيلون من الذكور دون وجود شريكة وكانت نسبة 39.3% من غير العائلات. تألفت نسبة 33.5% من أصل جميع الأسر من أفراد ونسبة 16.4% كانوا يعيش معهم شخص وحيد يبلغ من العمر 65 عاماً فما فوق. وبلغ متوسط حجم الأسرة المعيشية 3.12، أما متوسط حجم العائلات فبلغ 2.45.
بلغ العمر الوسطي للسكان 36.7 عاماً. وكانت نسبة 27.5% من القاطنين تحت سن الثامنة عشر، وكانت نسبة 9% بين الثامنة عشر والأربعة وعشرون عاماً، ونسبة 23.7% كانت واقعةً في الفئة العمرية ما بين الخامسة والعشرون حتى والأربعة وأربعون عاماً، ونسبة 20.1% كانت ما بين الخامسة والأربعون حتى الرابعة والستون، ونسبة 19.6% كانت ضمن فئة الخامسة والستون عاماً فما فوق. وتوزع التركيب الجنسي للسكان بنسبة 49.1% ذكور و50.9% إناث.

## معرض صور

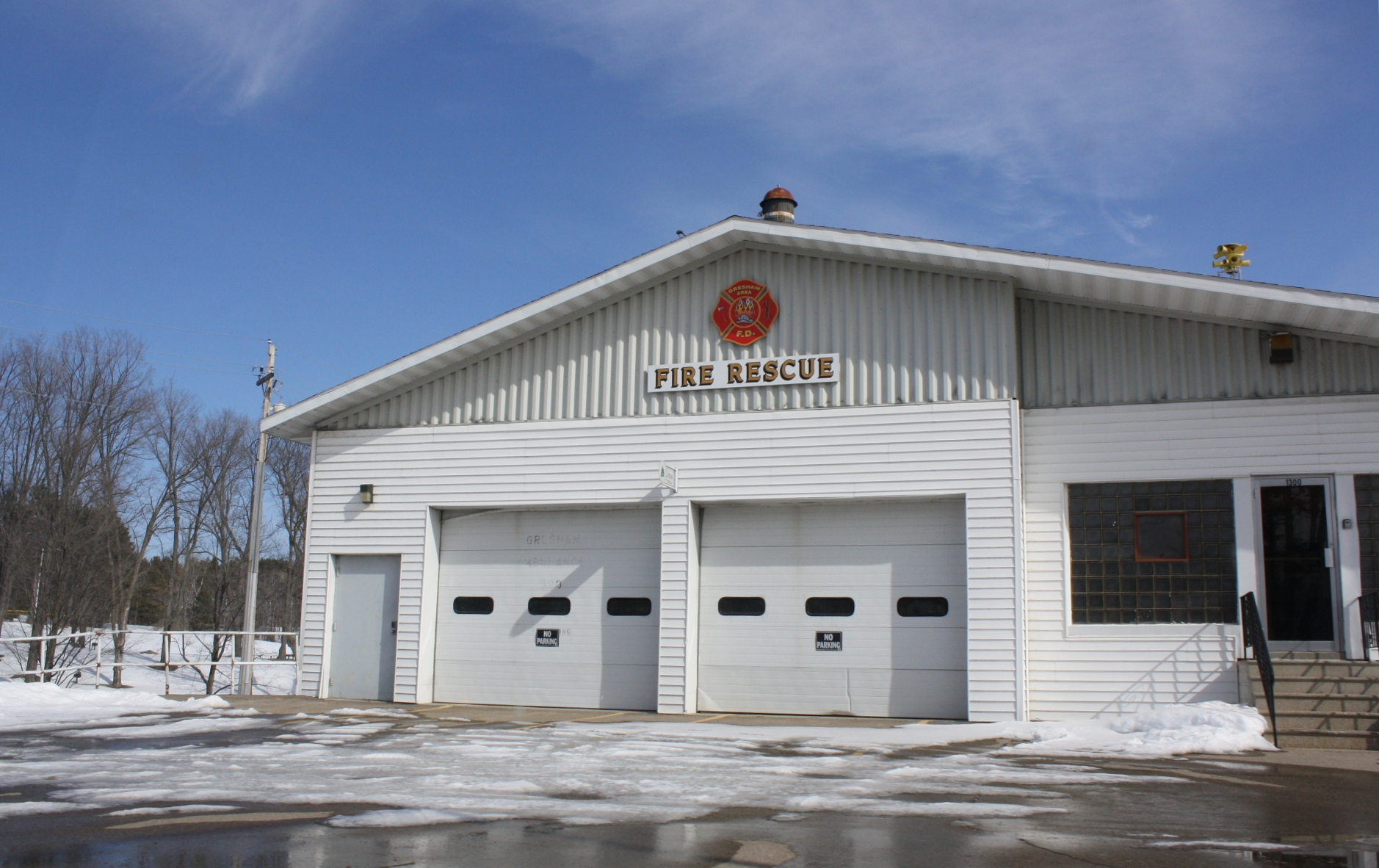
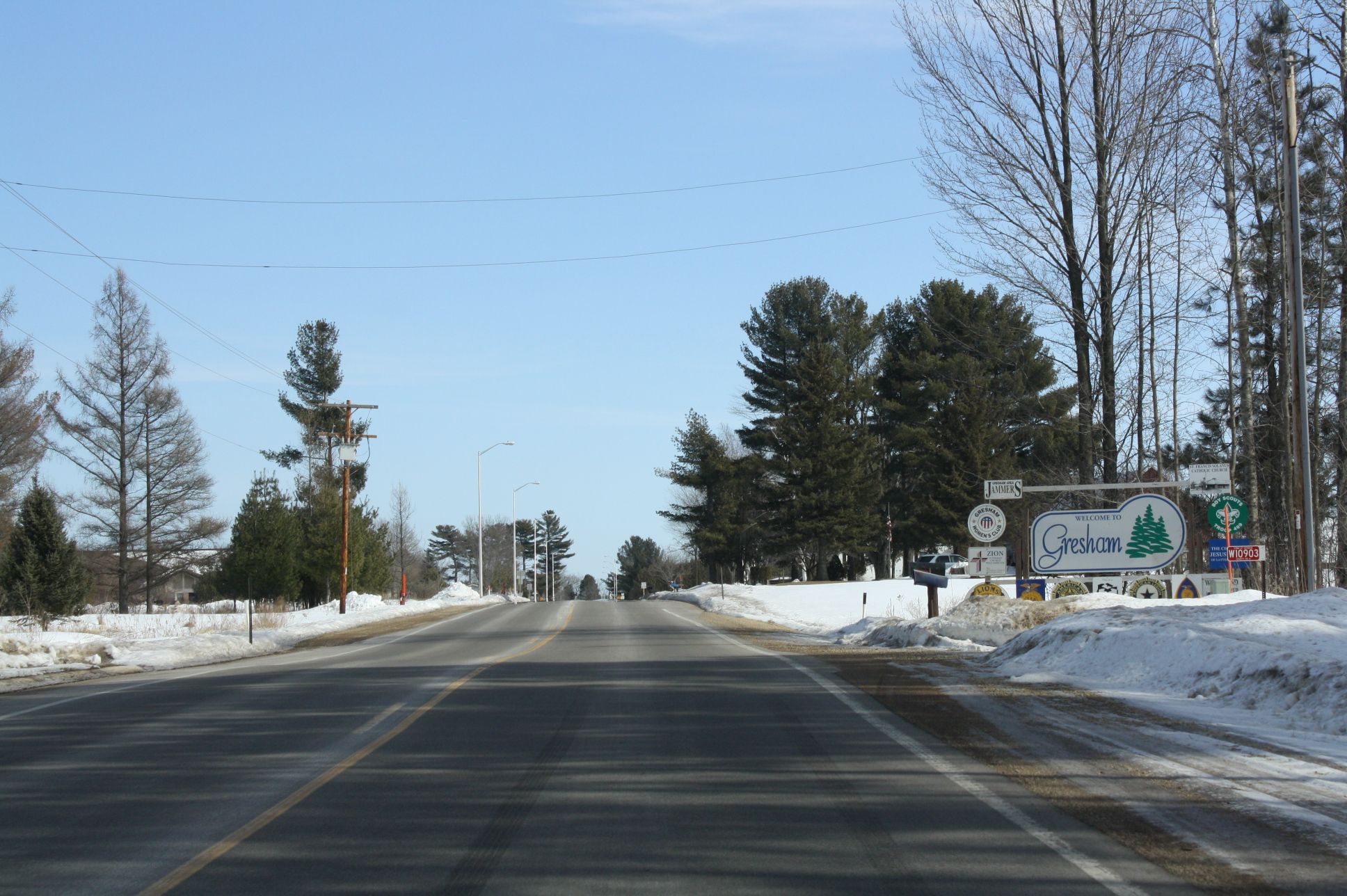
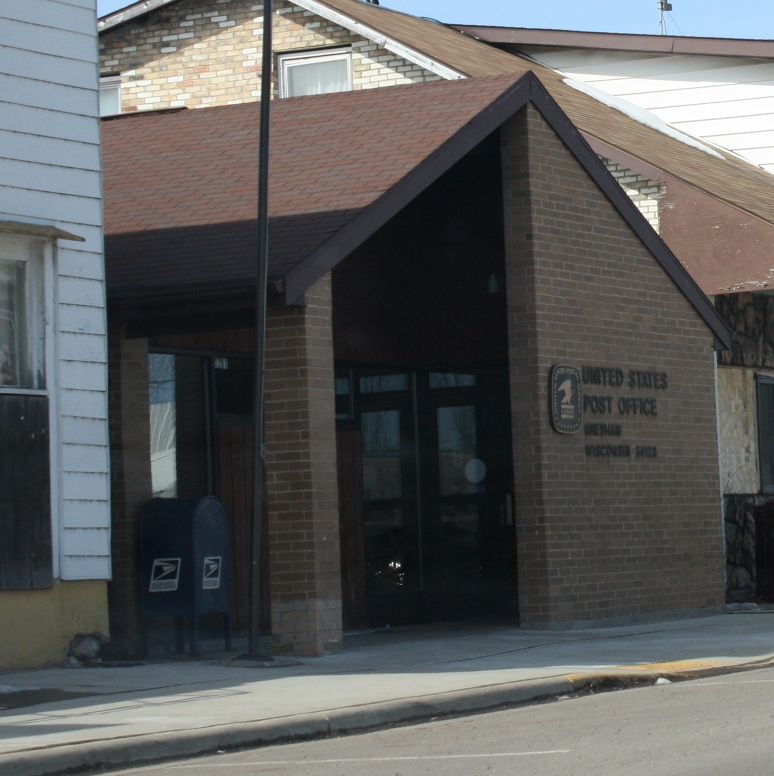
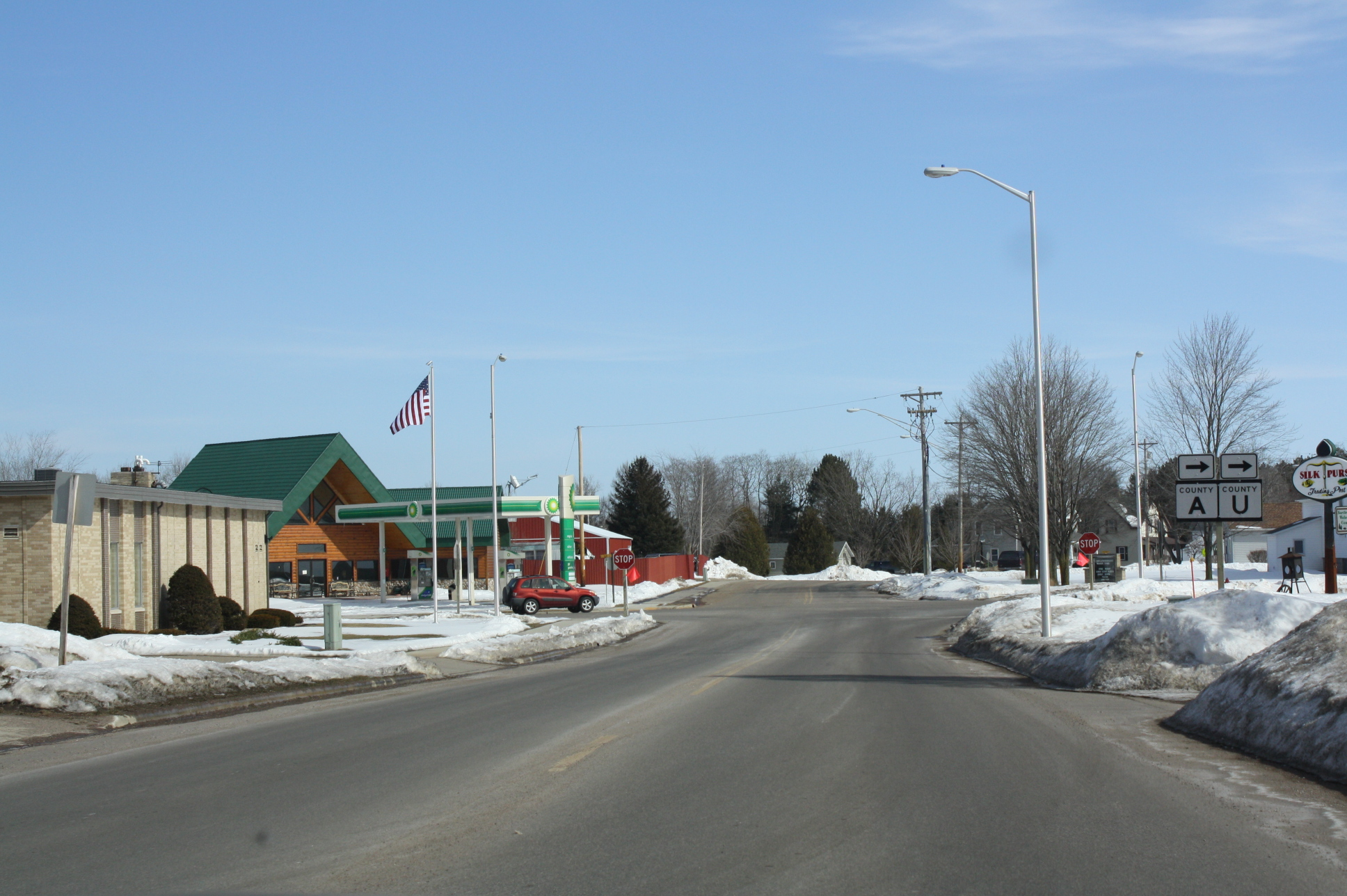